# Manuel Wirzt (álbum)
Manuel Wirzt es el tercer álbum del cantante argentino Manuel Wirzt. Fue grabado en Buenos Aires y publicado por el sello EMI en 1992.
Este disco, el primero en EMI, supuso el salto a la popularidad de Wirzt, fundamentalmente gracias a la canción "Donde quiera que estés".
El álbum fue certificado Disco de Oro en la Argentina. Fue nominado en la categoría Mejor Disco del Año y la balada "Donde quiera que estés" en el apartado de Mejor Canción para la entrega de los premios ACE, otorgados por la Asociación de Cronistas del Espectáculo de la Argentina. También fue nominado al premio Prensario.

## Historia
Tras un período turbulento en el mercado discográfico argentino, en febrero de 1992 Manuel Wirzt se presenta con su banda en el tradicional Festival de La Falda, en la provincia de Córdoba, donde nuevamente sobresale con un show impactante, destacado por la prensa especializada. Esto motivó que el sello EMI le ofreciera firmar un contrato discográfico.  
El disco fue grabado en los Estudios Aguilar y mezclado en Estudios Moebio con Mario Altamirano como técnico de grabación y mezcla (excepto "Sólo palabras", mezclado por Martín Menzel). El remasterizado digital estuvo a cargo de Andrés Mayo en Estudios Panda. La producción y dirección artística corrió por cuenta de Alberto Lucas, mientras Rubén La Rosa fue el productor ejecutivo.
El álbum sale a la venta en noviembre de 1992 y la balada "Donde quiera que estés" se transforma en un éxito enorme. El videoclip de la canción fue dirigido por Picky Talarico.
Este tercer disco se presenta a los medios con un show en la disco porteña Prix D'ami, el 27 de mayo de 1993. Paralelamente, Manuel salía todas las tardes por ATC con su programa infantil "No te quedes afuera", presentaba una serie de recitales en La Casona del Conde de Palermo, y armaba el show con el que festejaría el Día del Niño en un Estadio Obras colmado.
Poco después, agota las localidades de teatros y estadios de Córdoba, Mendoza y Rosario y finalmente, el 13 de noviembre de 1993, desborda el Teatro Coliseo de Buenos Aires con la presentación oficial del CD "Manuel Wirzt" que ya es, a esa altura, distinguido como Disco de Oro.
Además de diez canciones originales, el álbum incluye como bonus track una nueva versión de "No me exprimas", tema aparecido originalmente en su disco debut, "Funcionamiento", de 1987.

## Lista de canciones
| N.º | Título                            | Escritor(es)                                      | Duración |  |
| 1.  | «No veo la hora de llegar a casa» | Manuel Wirzt                                      | 3.38     |  |
| 2.  | «Te quiero»                       | Manuel Wirzt                                      | 2.35     |  |
| 3.  | «Donde quiera que estés»          | Alberto Lucas                                     | 3.17     |  |
| 4.  | «Por un billete»                  | Manuel Wirzt / Zurdo Alaguibe / Roberto Rodríguez | 3.45     |  |
| 5.  | «Que así sea»                     | Manuel Wirzt / Alberto Lucas                      | 5.00     |  |
| 6.  | «Sólo palabras»                   | Alberto Lucas                                     | 5.15     |  |
| 7.  | «Nena divina»                     | Alberto Lucas / Manuel Wirzt                      | 3.22     |  |
| 8.  | «Sexo y flores»                   | Manuel Wirzt                                      | 3.32     |  |
| 9.  | «No pienso parar»                 | Manuel Wirzt / Tucán Barauskas                    | 3.42     |  |
| 10. | «Como tu amor»                    | Manuel Wirzt                                      | 2.59     |  |
| 11. | «No me exprimas» (bonus track)    | Alberto Lucas / Manuel Wirzt                      | 4.49     |  |

## Músicos
- Manuel Wirzt - voz; guitarra acústica en "Como su amor".
- Indio Márquez - guitarras en "No veo la hora de llegar a casa", "Te quiero", "Por un billete", "Que así sea", "Nena divina", "Sexo y flores"; guitarra líder en "Dondequiera que estés", "No me exprimas"; guitarra rítmica en "No pienso parar".
- Roberto Rodríguez - bajo (excepto en "Sólo palabras", "No pienso parar" y "Como su amor"); guitarra eléctrica en "Dondequiera que estés".
- Eduardo Lalanne - teclados en "No veo la hora de llegar a casa", "Te quiero", "Por un billete", "Sexo y flores", "Como su amor"; máquina de ritmo, bajo y teclados en "Sexo y flores"; sintetizador en "No me exprimas".
- Zurdo Alaguibe - batería (excepto en "Sólo palabras", "No pienso parar", "Como su amor", "No me exprimas"); timbaletas en "Por un billete"; percusión en "Sexo y flores".
- Daniel Wirzt - arreglos y producción en "No veo la hora de llegar a casa", "Te quiero", "Por un billete", "Nena divina", "Sexo y flores", "No pienso parar", "Como su amor"; coros en "Por un billete"; batería en "No me exprimas".
- Pollo Raffo - piano y sintetizador en "Dondequiera que estés", "Sólo palabras"; piano y órgano en "Que así sea"; piano en "No me exprimas", arreglos y producción en "Dondequiera que estés", "Que así sea".
- Sebastián Schön - saxo en "Que así sea".
- Tucán Barauskas - guitarra líder en "No pienso parar"; guitarra rítmica en "No me exprimas".
- Hilda Lizarazu - voz en "Como su amor".
- Fernando Suárez Paz - violín en "Sólo palabras".
- Miguel Ángel Bertero - violín en "Sólo palabras".
- Mario Fiocca - viola en "Sólo palabras".
- José Bragato - chelo en "Sólo palabras".
- Pablo Rodríguez - saxo en "No me exprimas".
- Diego Urcola - trompeta en "No me exprimas".
- Ana Carfi - coros en "Dondequiera que estés", "Que así sea", "Sólo palabras", "Nena divina", "Sexo y flores", "No me exprimas".
- Claudia Brant - coros en "Dondequiera que estés", "Que así sea", "Sólo palabras", "Nena divina", "Sexo y flores".
- Alicia Iacovello - coros en "Dondequiera que estés", "Que así sea", "Sólo palabras", "Nena divina", "Sexo y flores", "No me exprimas".[3]